# Errigal Mountain
Errigal Mountain (iriska: An Earagail) är ett berg i republiken Irland.   Det ligger i grevskapet County Donegal och provinsen Ulster, i den norra delen av landet, 220 km nordväst om huvudstaden Dublin. Toppen på Errigal Mountain är 751 meter över havet.
Terrängen runt Errigal Mountain är huvudsakligen kuperad, men norrut är den platt. Errigal Mountain är den högsta punkten i trakten. Runt Errigal Mountain är det mycket glesbefolkat, med 4 invånare per kvadratkilometer. Närmaste större samhälle är Dunlewy, 2,1 km sydost om Errigal Mountain. Trakten runt Errigal Mountain består i huvudsak av gräsmarker.